# Dârste
Dârste este un cartier din municipiul Brașov. Aici se găsește și Fabrica de Bere „Aurora” Brașov, precum și câteva reprezentanțe auto. 

## Obiective turistice
- Biserica „Sf. Treime” (construcție secolul al XVIII-lea), monument istoric
- Troița de pe Dealul Pleașa
- Ansamblul „Dârste” (Dealul Pleașa, str. Ioan Meșotă, str. Andrei Bârseanu, str. Gării, Fabrica de Bere)

## Personalități legate de Dârste
- Ioan Meșotă (n. 24 iunie 1837 Dârste - d. 31 ianuarie 1878 Brașov) profesor român, membru corespondent al Academiei Române
- Andrei Bârseanu (n. 1858, Dârste - d. 17 august 1922, București) a fost un folclorist român, director al ASTREI între anii 1911-1922, deputat în Marea Adunare Națională de la Alba Iulia 1918.
- Ion Milu (n. 1902 Dârste - d. 1980 Brașov) as al aviației române
- Dumitru Prunariu (n. 27 septembrie 1952 Orașul Stalin) cosmonaut român

## Galerie foto

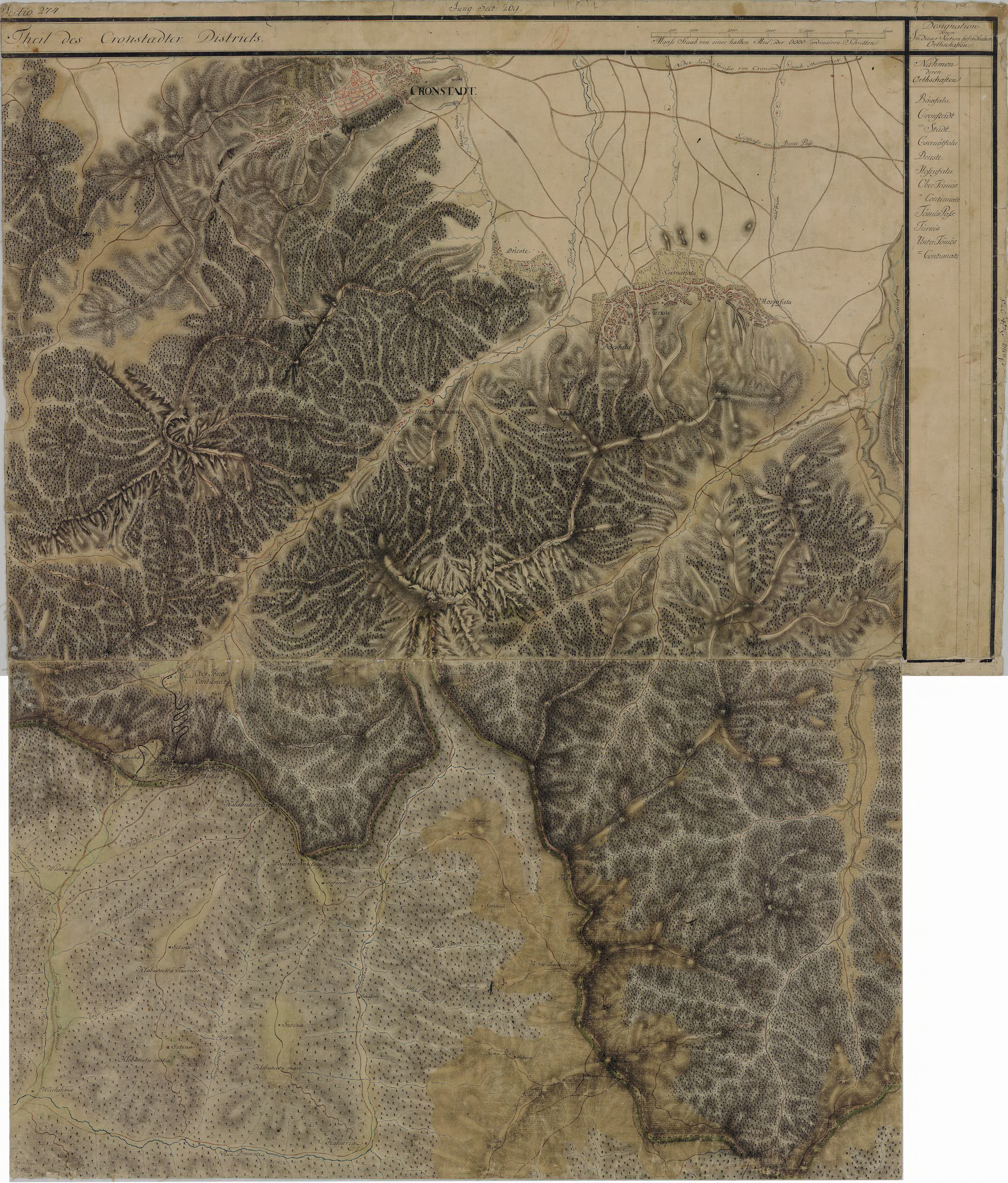
Dârste în Harta Iosefină a Transilvaniei, 1769-1773
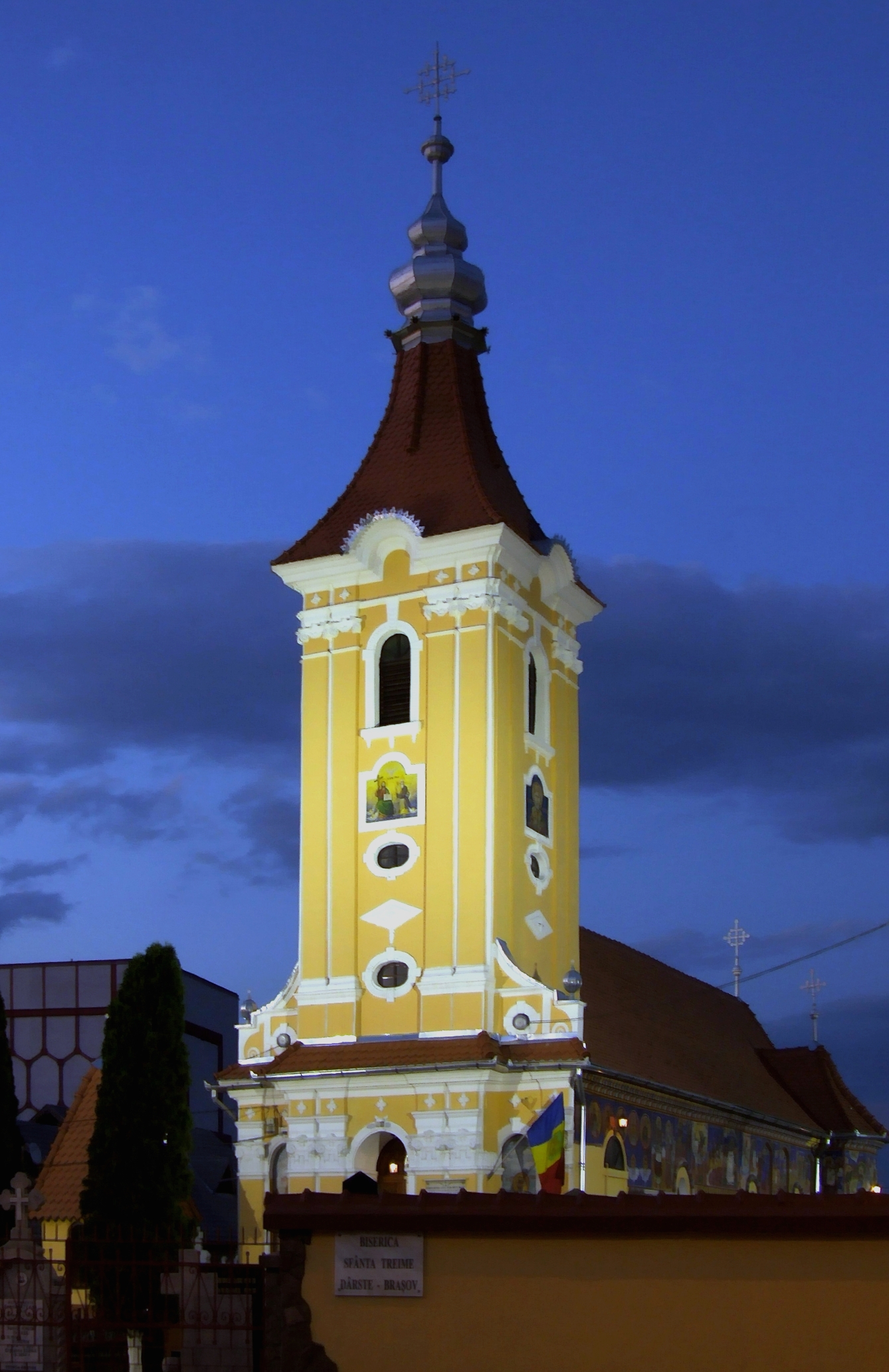
Dârste, turnul Bisericii „Sf. Treime”